# Ananiasz Dubnicki
Ananiasz Dubnicki (ros. Анания Дубницкий; ur. 2 października?/14 października 1884 w Kozłowce w guberni połtawskiej, zm. 1 czerwca 1938) – duchowny Rosyjskiego Kościoła Prawosławnego pochodzenia ukraińskiego, święty nowomęczennik.

## Życiorys
Był synem kapłana prawosławnego Gerwasija Dorofiejewicza Dubnickiego i jego żony, matuszki Jewfrosiniji. Był jednym z siedmiorga dzieci. Ukończył szkołę duchowną w Łubniach, a następnie seminarium duchowne w Kijowie. Następnie ożenił się z Marią Kuźmenko i jako mężczyzna żonaty przyjął w 1910 święcenia kapłańskie, po czym został proboszczem parafii Opieki Matki Bożej w Starym (powiat zołotonoski guberni połtawskiej, eparchia połtawska). Miał pięcioro dzieci.
W 1929 rodzina duchownego została wypędzona z domu i pozbawiona całego majątku podczas kampanii "rozkułaczania". Utrzymanie zapewniali jej od tej pory parafianie. Cerkiew we wsi została zamknięta. Duchowny odmówił rezygnacji ze święceń kapłańskich. W 1929 został po raz pierwszy aresztowany za niepłacenie podatków, jakimi obłożone było duchowieństwo. Skazany na dwa lata robót przymusowych, odbył całość wyroku. W 1932 został aresztowany ponownie i oskarżony o nielegalne wykonywanie praktyki lekarskiej. Śledztwo w tej sprawie umorzono z braku dowodów.
Duchowny został aresztowany po raz trzeci w sierpniu 1937, oskarżony o członkostwo w organizacji przygotowującej powstanie antyradzieckie, skazany na karę śmierci i rozstrzelany. Jego rodzina nie otrzymała informacji o jego losach do momentu rehabilitacji, która nastąpiła w 1958.